# Чендемеровское сельское поселение
Чендемеровское сельское поселение — муниципальное образование (сельское поселение) в составе Сернурского района Марий Эл Российской Федерации.
Административный центр поселения — деревня Чендемерово.

## История
Статус и границы сельского поселения установлены Законом Республики Марий Эл от 18 июня 2004 года № 15-З «О статусе, границах и составе муниципальных районов, городских округов в Республике Марий Эл».

## Население
| 2002  | 2010  | 2011  | 2012  | 2013  | 2014  | 2015  |
| ----- | ----- | ----- | ----- | ----- | ----- | ----- |
| 1403  | ↗2766 | ↘2759 | ↘2721 | ↘2658 | ↘2618 | ↘2593 |
| 2016  | 2017  | 2018  | 2019  | 2020  | 2021  | 2023  |
| ↘2578 | ↗2587 | ↘2582 | ↘2556 | ↘2506 | ↘2319 | ↘2265 |

## Состав поселения
В состав сельского поселения входят 26 деревень и один посёлок:
| №  | Населённый пункт | Тип населённого пункта          | Население |
| -- | ---------------- | ------------------------------- | --------- |
| 1  | Чендемерово      | деревня, административный центр | ↗343      |
| 2  | Абленки          | деревня                         | ↘49       |
| 3  | Алдиярово        | деревня                         | ↘33       |
| 4  | Антоново         | деревня                         | ↗58       |
| 5  | Большой Ключ     | деревня                         | →37       |
| 6  | Большая Коклала  | деревня                         | ↗196      |
| 7  | Большой Шокшем   | деревня                         | ↗126      |
| 8  | Горняк           | посёлок                         | ↗315      |
| 9  | Захарово         | деревня                         | ↘43       |
| 10 | Кужнурово        | деревня                         | ↗120      |
| 11 | Куприяново       | деревня                         | ↗305      |
| 12 | Лапка Памаш      | деревня                         | ↗3        |
| 13 | Лужала           | деревня                         | ↘102      |
| 14 | Малая Мушка      | деревня                         | ↗46       |
| 15 | Малый Шокшем     | деревня                         | ↘62       |
| 16 | Мустаево         | деревня                         | ↗350      |
| 17 | Нурсола          | деревня                         | ↗78       |
| 18 | Ономучаш         | деревня                         | →45       |
| 19 | Орехово          | деревня                         | ↗92       |
| 20 | Пактаево         | деревня                         | ↗50       |
| 21 | Палашнур         | деревня                         | ↗45       |
| 22 | Пунчерюмал       | деревня                         | ↗62       |
| 23 | Товарнур         | деревня                         | →38       |
| 24 | Тумерсола        | деревня                         | ↗95       |
| 25 | Шокшемсола       | деревня                         | ↘7        |
| 26 | Шурашенер        | деревня                         | ↘54       |
| 27 | Шургуял          | деревня                         | →12       |